# Kerivoula whiteheadi
Kerivoula whiteheadi is een vleermuis uit het geslacht Kerivoula die voorkomt in Zuid-Thailand, op Malakka, Borneo en de Filipijnen. In de Filipijnen is de soort gevonden op de eilanden Luzon, Mindanao, Palawan en Panay, voornamelijk in verstoorde habitats en tot op 450 m hoogte. Er worden twee ondersoorten erkend, K. w. bicolor Thomas, 1894 en K. w. pusilla Thomas, 1894.